# Сыщик петербургской полиции
«Сыщик Петербургской полиции» (1991) — художественный фильм Виктора Кобзева. Экранизация повести Леонида Юзефовича «Ситуация на Балканах».

## Сюжет
Начальник Петербургской сыскной полиции Иван Путилин расследует убийство австрийского военного атташе. Убийство может иметь для России неблагоприятные последствия.

## В ролях
- Пётр Щербаков — Иван Дмитриевич Путилин
- Всеволод Ларионов — граф Шувалов
- Альберт Филозов — граф Хотек, посол Австро-Венгрии
- Юлиан Макаров — Певцов, жандармский ротмистр
- Олег Афанасьев — Стрекалов
- Вероника Изотова — Стрекалова
- Валерий Лысенков — Соротченко, частный пристав
- Сергей Парфёнов — Судзиловский, поручик Измайловского полка
- Александр Буреев — Константинов, доверенный агент
- Георгий Махмуров — Иван Боев, студент-медик
- Виктор Мамаев — камердинер
- Пётр Юрченков-старший — Сопов
- Валерий Афанасьев — Рукавишников, унтер
- Дмитрий Шилко — повар князя